# Забабург
Забабург (нем.  Sababurg, Zappenburg , Zapfenburg и сегодня, вслед за братьями Гримм Dornröschenschloss) — это средневековый замок около города Касселя в земле Гессен (Германия). Замок находился в легендарном Райнхардсвальде (Reinhardswald), на покрытой лесом возвышенности. Забабург — это также название района в городе Хофгайсмар, к которому относится замок. Замок стал известен благодаря сказке братьев Гримм о Спящей красавице.
Замок на холме появился в 1334 году под первым названием Цапфенбург (Zappenburg) для защиты паломников, направляющихся в Готтсбюрен (Gottsbüren), вблизи которого якобы нашли тело «Господа». В 1490 году появился охотничий домик Цапфенбург. После 1957 года этот дом был восстановлен, а с 1959 года в нём разместилась гостиница. Вместе с Трендельбургом и Крукенбургом нынешние руины принадлежат к трём самым известным замкам в регионе Рейнхардсвальда, хотя последний находится недалеко от этого леса. В окрестностях замка находится парк дикой природы Забабург и девственный лес Урвальд-Забабург. Концепция настольной игры Enchanted Forest (Зачарованный лес) была разработана на базе замка.
Отель Забабург (Sababurg) расположен в самом сердце Рейнхардсвальда в деревне Забабург на востоке-северо-востоке района Хофгайсмар в Бебербеке (усадьба с замком). Он расположен между Бебербеком, по прямой примерно в 4,5 км к юго-западу от руин, и Готтсбюреном (деревня к востоку от Трендельбурга). Руины стоят на высоте около 315 м над уровнем моря (NHN). На юго-западе и ниже замка находится парк дикой природы Забабург, через который протекает в северо-западном направлении протекает небольшой ручей Доннебах — правый приток Хольцапе. Развалины, деревня и парк дикой природы являются эксклавом Хофгайсмара.

## История
Строительство Цаппенбурга (ранее: Цаппаборгк и Цаппенборгк) началось 19 апреля 1334 года для защиты и охраны паломников к близлежащему месту паломничества Готтсбюрен, «где в 1330 году предположительно было найдено нетленное тело Иисуса». Он был основан епископством Майнца, которое постоянно конкурировало с ландграфством Гессен, епископством Падерборн и герцогством Брауншвейг, территории которых здесь граничили. Строительство, вероятно, финансировалось за счёт доходов от паломничества. После завершения работ в 1336 году Арнольд Портенхагенский стал первым кастеляном или Бургманном.
В 1346 году произошёл конфликт, в котором Майнц потерпел поражение. Замок был разделён между ландграфством Гессен и епископством Падерборн и в 1455 году описан как «заброшенный». Замок полностью перешёл во владение Гессена в 1462 году после окончания Майнцской епархиальной вражды.

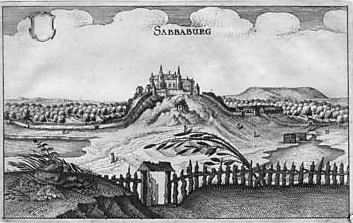
Замок Забабург

В 1490 году ландграф Вильгельм I (1466—1515) построил прекрасный охотничий домик. После этого возникла значительная потребность в питьевой воде для людей и животных. Это послужило катализатором строительства водопровода. В 1508 году началось строительство дворца, которое было завершено при племяннике ландграфа Филиппе I (1504—1567) в 1519 году. Также был построен конный завод.

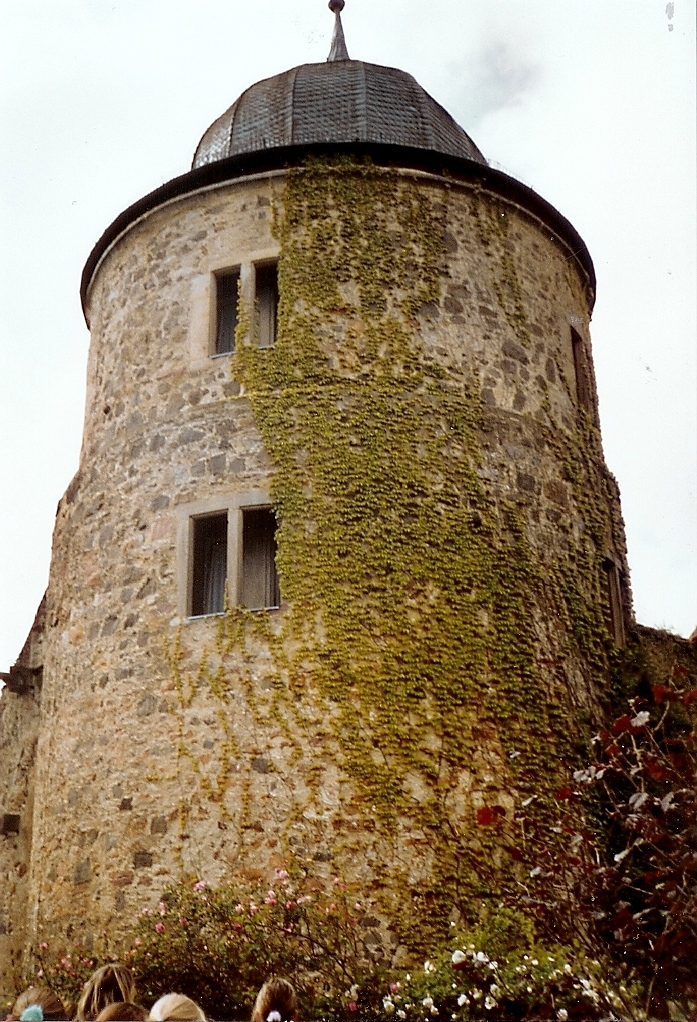
Башня замка Забабург

Сабабург был постепенно восстановлен землёй Гессен с 1957 и открыт для публики. С 1959 года руины превратились в высококлассный отель с рестораном и кафе (открыт в 1960 году). Кроме того, здесь находится театр SabaBurgTheater. В 1987 году в Забабурге было открыто первое муниципальное место для проведения свадеб в Германии, расположенное за пределами ратуши. В 2002 году был открыт второй свадебный зал большего размера.
Из первоначальных оборонительных сооружений Забабурга в ходе реставрационных работ были обнаружены части ограды с воротами, канавой и берегами. Сохранились только внешние стены дворца. Помимо двух мощных угловых башен уцелела и небольшая лестничная башня. В 1976 году была построена современная пристройка для канцелярии.